# La Ferté-Saint-Cyr
La Ferté-Saint-Cyr ist eine französische Gemeinde mit 1.078 Einwohnern (Stand: 1. Januar 2022) im Département Loir-et-Cher in der Region Centre-Val de Loire; sie gehört zum Arrondissement Blois und zum Kanton Chambord.

## Geographie
Die Gemeinde La Ferté-Saint-Cyr liegt etwa 20 Kilometer ostnordöstlich von Blois und etwa 28 Kilometer südwestlich von Orléans in der Seenlandschaft Sologne am Fluss Cosson, in den hier der Arignan mündet. Nachbargemeinden von La Ferté-Saint-Cyr Saint-Laurent-Nouan im Nordwesten und Norden, Ligny-le-Ribault im Osten, Villeny im Südosten, Dhuizon im Süden sowie Crouy-sur-Cosson im Westen.

## Bevölkerungsentwicklung
| Jahr                       | 1962 | 1968 | 1975 | 1982 | 1990 | 1999 | 2006 | 2013 | 2022 |
| Einwohner                  | 707  | 737  | 745  | 774  | 809  | 894  | 957  | 1053 | 1078 |
| Quellen: Cassini und INSEE |      |      |      |      |      |      |      |      |      |

## Sehenswürdigkeiten

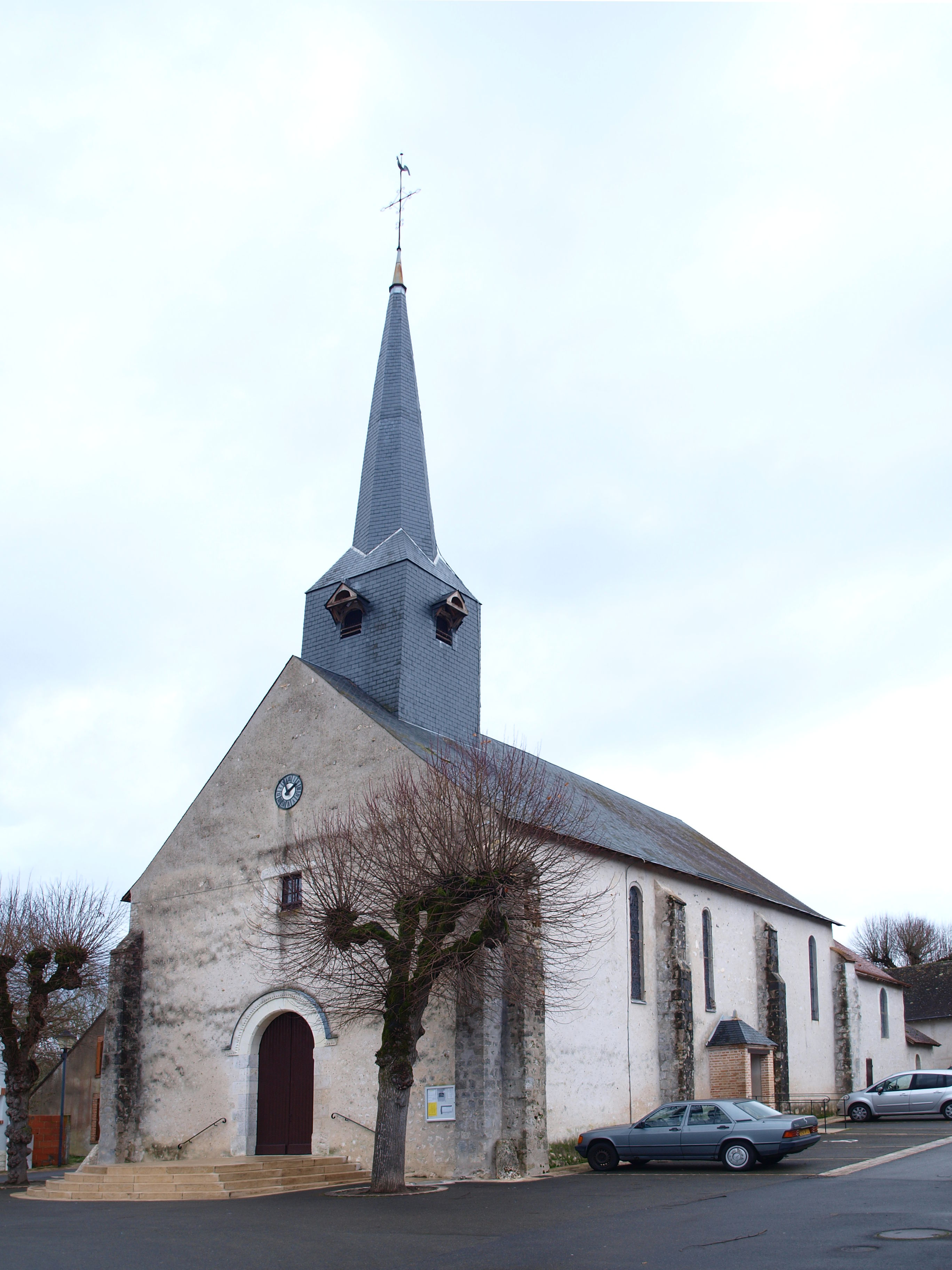
Kirche Saint-Sulpice
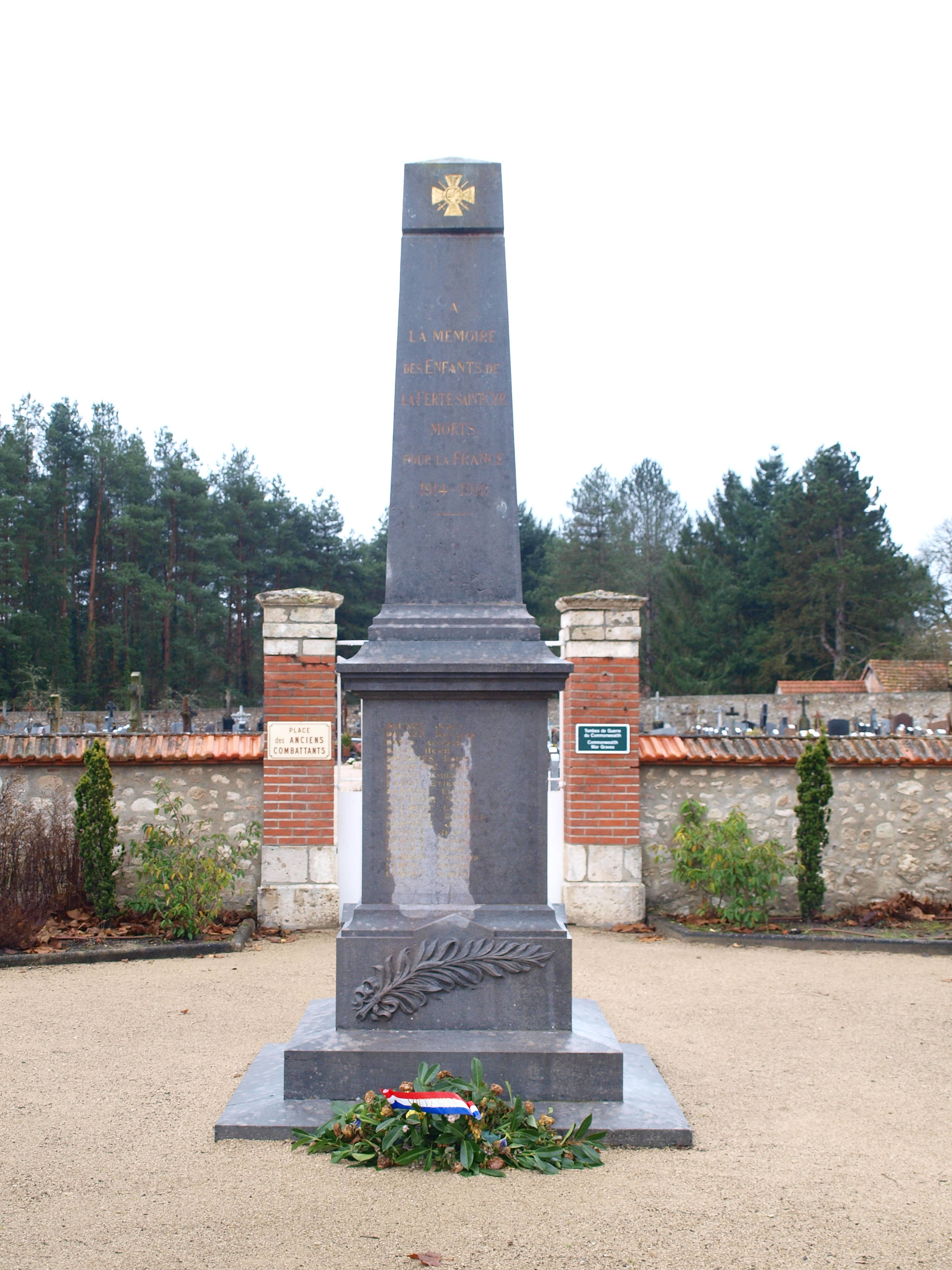
Gefallenendenkmal

- Kirche Saint-Sulpice
- Gefallenendenkmal

## Persönlichkeiten
- Claude de Beauvilliers de Saint-Aignan (1573–1626), Nonne, Äbtissin von Montmartre und Pont-aux-Dames, Mätresse des Königs Heinrich IV.
- Marie de Beauvilliers (1574–1657), Nonne, Äbtissin von Montmartre
- Daniel Brottier (1876–1936), Missionar, 1984 seliggesprochen